# Leo Marks
Leo Marks, celým jménem Leopold Samuel Marks (24. září 1920 Londýn – 15. ledna 2001 tamtéž), byl anglický kryptograf. Během druhé světové války byl členem jednotky Special Operations Executive. Po válce se věnoval psaní divadelních her, přičemž některé jeho příběhy byly i zfilmovány. Je například autorem scénáře k filmu Šmírák (Peeping Tom; 1960) režiséra Michaela Powella. Počátkem osmdesátých let napsal knihu Between Silk and Cyanide, jejíž vydání však bylo britskou vládou zamítnuto a vyšla až v roce 1998. Velšský hudebník a skladatel John Cale se knihou inspiroval ve své písni „Dead Agents“, kterou představil v roce 1999. Jeho manželkou byla malířka Elena Gaussen. Rozvedli se krátce před Marksovou smrtí.